# II. Assur-nászir-apli

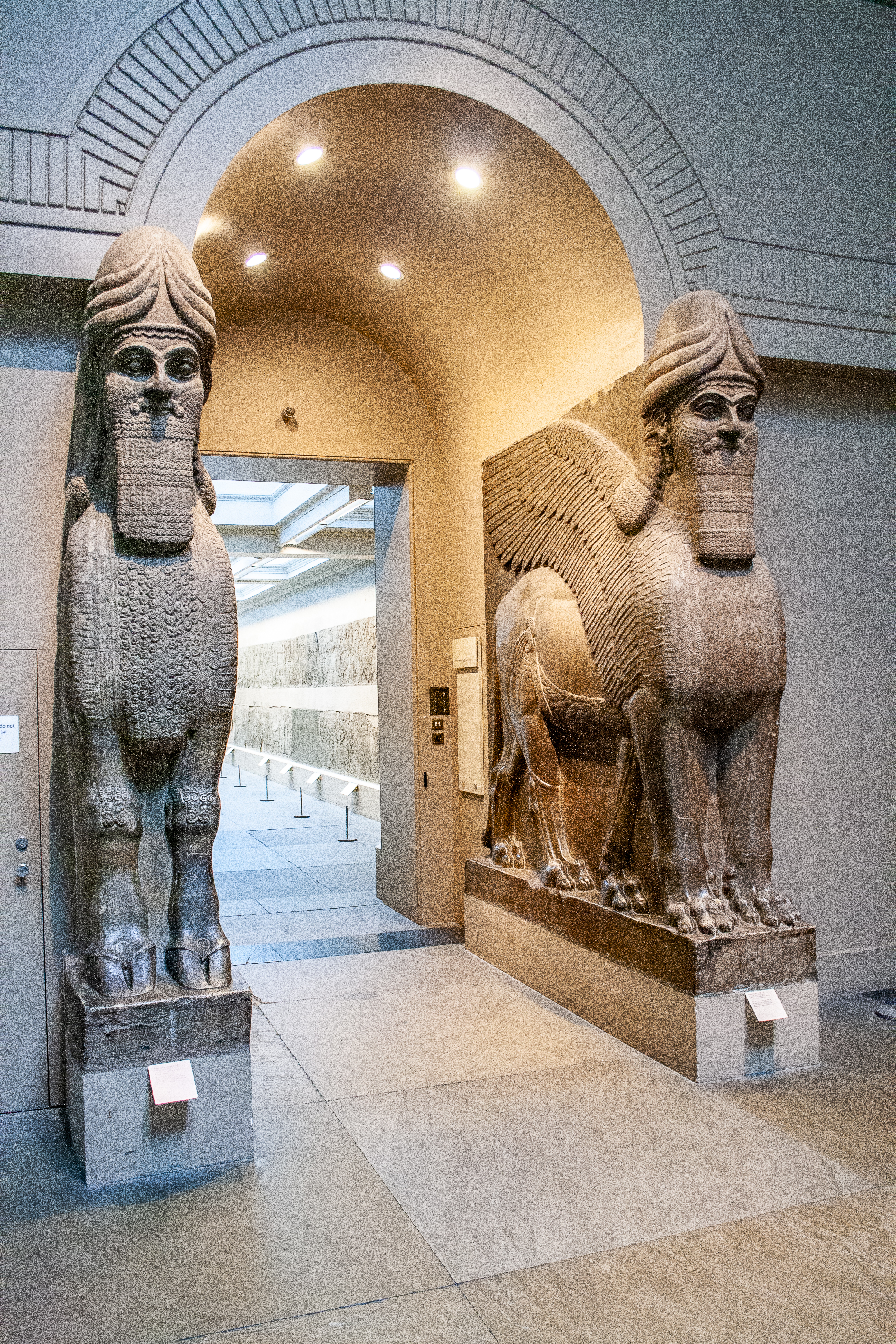
Emberarcú szárnyas bika és oroszlán II. Assur-nászir-apli palotájából, British Museum

II. Assur-nászir-apli (Aššur-nāṣir-apli, uralkodott Kr. e. 883 – Kr. e. 859) az Újasszír Birodalom egyik jelentős uralkodója volt, aki az apja, II. Tukulti-Ninurta és nagyapja, II. Adad-nirári által kijelölt úton haladva sokat tett Asszíria nagy birodalommá válásáért. Felesége a főpohárnoka, Assur-nirka-dain leánya, Mulisszu-mukannisat-Ninua (akkád nyelven: „Mulisszu istennő (Istár), Ninive hódítója”) volt.

## Hódítások
Számos hadjáratot vezetett mind a négy égtáj felé, Urartutól a Zagroszig, de főként nyugat, azaz Szíria és Fönícia irányában. Az ő hadjárataiban jelenik meg először a lovasság az asszír forrásokban.
i. e. 880-ban keleten harcolt és győzött Zamua országban, Parszindu városánál Ameka ellen, majd Arzizunál Ata ellen. i. e. 879-ben északra Katmuhi és Nairi ország ellen vezetett hadjáratot. i. e. 878-ban Szúru városa mellett győz Kudurru, Szuhu ország helytartója és Nabú-apla-iddina, Babilon királya ellen.
A hatalmas, bőséges ellátmánnyal bíró asszír sereg sorra győzte le az egymással hadakozó fejedelemségeket. Ezen hadjárat egyik állomása volt az Alalah–Ugariti Királyságban és annak fővárosában, Kinaluában I. Lubarna sarcolása. Kr. e. 877-ben elérte a Libanon-hegységet és a Földközi-tengert. Itt a Kr. e. 11. században már I. Tukulti-apil-ésarra is járt, ám nem hódította meg a térséget. Assur-nászir-apli sem olvasztotta birodalmába a területet, pusztán megelégedett azzal, hogy a környék uralkodói (Türosz, Büblosz, Szidón, Amurrú [Szíria] és a „tengerben lévő Arwad”, azaz Ciprus) gazdag sarccal lássák el, és utána beszedje az adót a vazallusi sorba süllyesztett szomszédoktól.
Assur-nászir-apli korában Asszíria békés viszonyt ápolt Babilóniával.

## Reformok
II. Assur-nászir-apli csak az Eufráteszig tagozta be birodalmába a területeket, amelyek élére újdonságként tartományi főnököket nevezett ki. Országát minden határánál vazallusok védték a külső fenyegetés ellen.
Ekkoriban alakult ki a zsákmányszerző hadjáratokat felváltó újasszír hódítási stratégia, amely az alábbiakban foglalható össze: a józan megfontolásból adózó kis szomszédokat engedetlenség esetén az elsöprő erejű asszír haderő megtámadta, és vagy engedelmes helyieket helyezett az ellenséges uralkodók helyére, vagy betagozta a birodalomba. (Szúhu Eufrátesz menti városát például feliratával ellentétben valószínűleg nem igázta le, ennek ellenére az adót fizetett neki.)
Erre az időszakra egyébként az jellemző, hogy Asszíria a fontos, elsősorban folyóvölgyekben fekvő kereskedelmi csomópontokat hódította meg (ún. network-birodalom). 
A szárazföldi kereskedelem néhány évtizeddel korábban kezdődő fellendülése következtében az Asszíriához legközelebb eső kereskedelmi rendszer szárazföldi és folyami útjai az Eufrátesz középső folyása (Szúhu, Hindánu, Laqe tartományok) mentén futottak össze. Itt alapított a király egy új kereskedővárost Kár-Assur-nászir-apli néven, amely névben az akkád káru („rakpart, kereskedelmi telep”) szó rejlik. 
II. Assur-nászir-apli nevéhez hadügyi újítások is fűződnek. Az ő idején jelent meg független fegyvernemként a lovasság – igaz, ekkor még pusztán felderítő szerepre kárhoztatva. Ebben az időben állították fel az első műszaki, utász- és árkászalakulatokat, hogy megkönnyítsék a sereg vonulását és az ostromokat. Mindez az erős gazdasági hátországgal párosulva a kor legmodernebb, gyakorlatilag legyőzhetetlen seregévé tette az újasszír haderőt, ami tehetséges hadvezérek vezetése alatt megállíthatatlanul folytatta a terjeszkedést. 

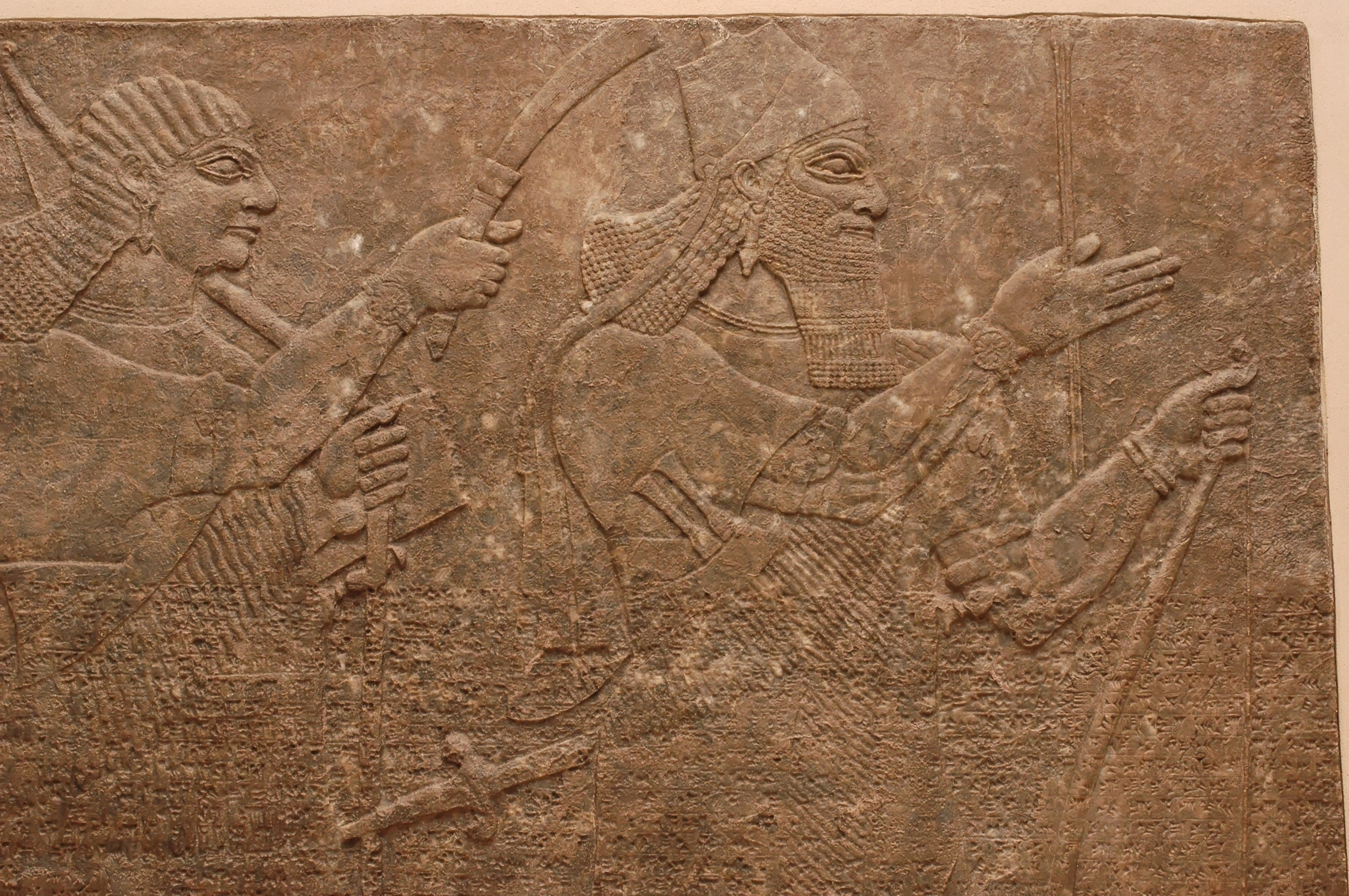
Assur-nászir-apli és fegyverhordozója

## Az új főváros
Az asszír király új székhelyet alapított magának, és – I. Tukulti-Ninurtától eltérően – az új főváros még halála után is sokáig töltötte be funkcióját. Ez a város a Tigris és a Felső-Záb találkozásánál fekvő hajdani vidéki igazgatási központ, Kalhu (ma Tell-Nimrúd) lett. Építtetett magának egy hatalmas palotát, ami az óváros helyén felépült fellegvárban helyezkedett el számos templom és más királyi lakhely környezetében. A nagyarányú építkezés Kr. e. 878-ban kezdődött, és 15 évig tartott. A város átadását rendkívül fényes ünnepségek kísérték, melyeken majdnem 70 000 alattvalót láttak vendégül tíz napon keresztül.
Assur-nászir aplit fia, III. Sulmánu-asarídu követte a trónon, aki méltó örökösének bizonyult.

## Feliratai
II. Assur-nászir-apli feliratai az újasszír uralkodóktól megszokott extrém brutalitásról és kegyetlenségről tanúskodnak: "A város nemesei és vénjei kijöttek hozzám, hogy megmentsék az életüket. Elkapták a lábamat, és azt mondták: „Ha tetszik, ölj! Ha úgy tetszik, kegyelmezz! Tégy, amit akarsz velünk! Annyi nemest nyúzattam meg elevenen, ahány fellázadt ellenem, és ráterítettem a lenyúzott bőrüket a hulla halmokra, néhányat kiterítettem a halomra, néhányat karóra húztam… sokakat megnyúzattam a földeken, és bőrüket a falakra teríttettem." "Ötven harcosukat karddal ejtettem el, 200 foglyot elevenen elégettettem, és a síkságon vívott csatában vereséget szenvedett 332 katona. Az ő kiontott vérükkel vörösre festettem a hegyet, mint a vörös gyapjút, és a többiek hulláit a hegy szakadékjai és patakjai nyelték el. Elvittem tőlük foglyokat és javakat. Levágtam a fejét harcosaiknak és tornyot építettem a koponyákból városuk falai előtt. Elevenen elégettettem a serdülő fiaikat és leányaikat." "Harccal és csatával ostromoltam és meghódítottam a várost. Levágtam 3000-et karddal a harcosaik közül… Sok csapatot élve fogtam el: közülük néhánynak levágattam a karját és a kezét; másoknak levágattam az orrát, a fülét és végtagjait. Kivájattam a szemét sokaknak. Fára köttettem a levágott fejüketa város körül. Egy halmot állítottam az élő megcsonkíttatottakból és egy halmot a levágott fejekből."